# Temporada 1993-94 de los Charlotte Hornets
La temporada 1993-94 fue la sexta de los Charlotte Hornets en la NBA. La temporada regular acabó con 41 victorias y 41 derrotas, ocupando el noveno puesto de la conferencia Este, no logrando clasificarse para los playoffs.

## Elecciones en elDraft
| Ronda | Puesto | Jugador       | Posición | Nacionalidad   | Universidad |
| ----- | ------ | ------------- | -------- | -------------- | ----------- |
| 1     | 17     | Greg Graham   | Escolta  | Estados Unidos | Indiana     |
| 1     | 20     | Scott Burrell | Alero    | Estados Unidos | Connecticut |

## Temporada regular
| División Central      | División Central | División Central | División Central | División Central | División Central | División Central | División Central | División Central |
| Equipo                | G                | P                | %                | PD               | Casa             | Fuera            | Div              |                  |
| --------------------- | ---------------- | ---------------- | ---------------- | ---------------- | ---------------- | ---------------- | ---------------- | ---------------- |
| y-Atlanta Hawks       | 57               | 25               | .695             | –                | 36–5             | 21–20            | 21–7             |                  |
| x-Chicago Bulls       | 55               | 27               | .671             | 2                | 31–10            | 24–17            | 21–7             |                  |
| x-Indiana Pacers      | 47               | 35               | .573             | 10               | 29–12            | 18–23            | 15–13            |                  |
| x-Cleveland Cavaliers | 47               | 35               | .573             | 10               | 31–10            | 16–25            | 16–12            |                  |
| Charlotte Hornets     | 41               | 41               | .500             | 16               | 28–13            | 13–28            | 12–16            |                  |
| Detroit Pistons       | 20               | 62               | .244             | 37               | 10–31            | 10–31            | 4–24             |                  |
| Milwaukee Bucks       | 20               | 62               | .244             | 37               | 11–30            | 9–32             | 9–19             |                  |

## Estadísticas

### Temporada regular
| Rk | Jugador          | Edad | P  | PT | MP   | TC  | TCI  | %TC  | T3  | T3I | %T3   | TL  | TLI | %TL  | RO  | RD  | RT   | AS   | RB  | TAP | BP  | FP  | PTS  |
| -- | ---------------- | ---- | -- | -- | ---- | --- | ---- | ---- | --- | --- | ----- | --- | --- | ---- | --- | --- | ---- | ---- | --- | --- | --- | --- | ---- |
| 1  | Muggsy Bogues    | 29   | 77 | 77 | 35.7 | 4.6 | 9.8  | .471 | 0.0 | 0.2 | .167  | 1.6 | 2.0 | .806 | 1.0 | 3.1 | 4.1  | 10.1 | 1.7 | 0.0 | 2.2 | 1.9 | 10.8 |
| 2  | Larry Johnson    | 24   | 51 | 51 | 34.5 | 6.8 | 13.2 | .515 | 0.1 | 0.4 | .238  | 2.7 | 3.9 | .695 | 2.8 | 6.0 | 8.8  | 3.6  | 0.6 | 0.3 | 2.3 | 2.6 | 16.4 |
| 3  | Alonzo Mourning  | 23   | 60 | 59 | 33.6 | 7.1 | 14.1 | .505 | 0.0 | 0.0 | .000  | 7.2 | 9.5 | .762 | 3.0 | 7.2 | 10.2 | 1.4  | 0.5 | 3.1 | 3.3 | 3.5 | 21.5 |
| 4  | Hersey Hawkins   | 27   | 82 | 82 | 32.3 | 4.8 | 10.5 | .460 | 1.0 | 2.9 | .332  | 3.8 | 4.4 | .862 | 1.1 | 3.5 | 4.6  | 2.6  | 1.6 | 0.3 | 1.9 | 2.0 | 14.4 |
| 5  | Dell Curry       | 29   | 82 | 0  | 26.5 | 6.5 | 14.3 | .455 | 1.9 | 4.6 | .402  | 1.4 | 1.6 | .873 | 0.9 | 2.3 | 3.2  | 2.7  | 1.2 | 0.3 | 1.5 | 2.0 | 16.3 |
| 6  | Johnny Newman    | 30   | 18 | 18 | 23.8 | 5.1 | 9.7  | .523 | 0.2 | 0.9 | .250  | 2.7 | 3.3 | .814 | 1.2 | 2.1 | 3.2  | 1.6  | 1.0 | 0.3 | 1.6 | 2.4 | 13.0 |
| 7  | Marty Conlon     | 26   | 16 | 8  | 23.6 | 4.1 | 6.8  | .606 | 0.0 | 0.1 | .000  | 1.9 | 2.4 | .816 | 2.1 | 3.4 | 5.6  | 1.8  | 0.3 | 0.4 | 1.4 | 2.3 | 10.2 |
| 8  | Frank Brickowski | 34   | 28 | 6  | 23.3 | 4.2 | 8.3  | .502 | 0.0 | 0.1 | .500  | 1.7 | 2.3 | .746 | 1.1 | 3.3 | 4.5  | 2.0  | 1.0 | 0.4 | 2.0 | 2.8 | 10.1 |
| 9  | Kenny Gattison   | 29   | 77 | 18 | 21.4 | 3.0 | 5.8  | .524 | 0.0 | 0.0 |       | 1.6 | 2.5 | .646 | 1.4 | 3.3 | 4.6  | 1.2  | 0.8 | 0.6 | 1.0 | 3.0 | 7.7  |
| 10 | David Wingate    | 30   | 50 | 36 | 20.1 | 2.7 | 5.7  | .481 | 0.1 | 0.2 | .333  | 0.7 | 1.0 | .667 | 0.6 | 2.1 | 2.7  | 2.1  | 0.8 | 0.1 | 1.1 | 1.7 | 6.2  |
| 11 | Eddie Johnson    | 34   | 73 | 27 | 20.0 | 4.6 | 10.1 | .459 | 0.8 | 2.1 | .393  | 1.4 | 1.7 | .780 | 1.1 | 2.0 | 3.1  | 1.7  | 0.5 | 0.1 | 1.2 | 2.0 | 11.5 |
| 12 | Lorenzo Williams | 24   | 1  | 0  | 19.0 | 0.0 | 1.0  | .000 | 0.0 | 0.0 |       | 0.0 | 0.0 |      | 0.0 | 4.0 | 4.0  | 0.0  | 1.0 | 2.0 | 1.0 | 2.0 | 0.0  |
| 13 | Scott Burrell    | 23   | 51 | 16 | 15.0 | 1.9 | 4.6  | .419 | 0.0 | 0.1 | .333  | 0.9 | 1.4 | .657 | 0.9 | 1.7 | 2.6  | 1.2  | 0.7 | 0.3 | 0.9 | 1.7 | 4.8  |
| 14 | LeRon Ellis      | 24   | 50 | 1  | 13.6 | 1.8 | 3.6  | .484 | 0.0 | 0.0 |       | 0.9 | 1.4 | .662 | 1.4 | 2.4 | 3.8  | 0.5  | 0.3 | 0.5 | 0.4 | 1.7 | 4.4  |
| 15 | Tony Bennett     | 24   | 74 | 5  | 13.3 | 1.4 | 3.6  | .399 | 0.4 | 1.0 | .360  | 0.1 | 0.2 | .733 | 0.2 | 1.0 | 1.2  | 2.2  | 0.5 | 0.0 | 0.5 | 1.1 | 3.4  |
| 16 | Mike Gminski     | 34   | 21 | 6  | 12.1 | 1.5 | 3.8  | .392 | 0.0 | 0.0 |       | 0.5 | 0.7 | .786 | 0.9 | 1.9 | 2.8  | 0.5  | 0.6 | 0.6 | 0.5 | 1.0 | 3.5  |
| 17 | Tim Kempton      | 30   | 9  | 0  | 11.4 | 1.0 | 2.9  | .346 | 0.0 | 0.0 |       | 0.8 | 1.1 | .700 | 0.7 | 0.9 | 1.6  | 0.7  | 0.4 | 0.1 | 0.4 | 2.8 | 2.8  |
| 18 | Rumeal Robinson  | 27   | 14 | 0  | 6.8  | 0.9 | 2.4  | .394 | 0.1 | 0.4 | .200  | 0.2 | 0.6 | .333 | 0.1 | 0.4 | 0.6  | 1.3  | 0.2 | 0.0 | 1.3 | 1.1 | 2.1  |
| 19 | Steve Henson     | 25   | 3  | 0  | 5.7  | 0.3 | 0.7  | .500 | 0.3 | 0.3 | 1.000 | 0.0 | 0.0 |      | 0.0 | 0.3 | 0.3  | 1.7  | 0.0 | 0.0 | 0.3 | 1.0 | 1.0  |

## Galardones y récords
| Jugador         | Galardón                     |
| Dell Curry      | Mejor sexto hombre de la NBA |
| Alonzo Mourning | All-Star                     |